# کاروانسرای نو (کاروانسرای گلشن)
کاروانسرای نو (کاروانسرای گلشن) مربوط به دوره صفوی است و در قدیم لار، متری خروس، جنب بازار واقع شده و این اثر در تاریخ ۲۶ تیر ۱۳۵۷ با شمارهٔ ثبت ۱۶۱۹ به‌عنوان یکی از آثار ملی ایران به ثبت رسیده است.